# Campionati statunitensi di sci alpino 1993
Ai Campionati statunitensi di sci alpino 1993 furono assegnati i titoli di discesa libera, supergigante, slalom gigante, slalom speciale e combinata, sia maschili sia femminili.
Trattandosi di competizioni valide anche ai fini del punteggio FIS, vi parteciparono anche sciatori di altre federazioni, senza che questo consentisse loro di concorrere al titolo nazionale statunitense.

## Risultati
| Specialità      | Uomini        | Donne           |
| --------------- | ------------- | --------------- |
| Discesa libera  | ?             | Lindsey Roberts |
| Supergigante    | ?             | Picabo Street   |
| Slalom gigante  | ?             | Diann Roffe     |
| Slalom speciale | ?             | Kristi Terzian  |
| Combinata       | Chris Puckett | Julie Parisien  |